# Telciu
Telciu (in ungherese Telcs, in tedesco Teltsch) è un comune della Romania di 6269 abitanti, ubicato nel distretto di Bistrița-Năsăud, nella regione storica della Transilvania.
Il comune è formato dall'unione di 4 villaggi: Bichigiu, Fiad, Telcișor, Telciu.